# تحصن و استعفای جمعی از نمایندگان مجلس ششم
در هنگام انتخابات مجلس هفتم، شورای نگهبان با اعمال «نظارت استصوابی»، حدود نیمی از کاندیداها را به بهانه آنکه التزام عملی به اسلام نداشته‌اند یا التزام آنان، برای مجلس شورای نگهبان اثبات نشده‌است، رد صلاحیت کرد. در میان رد صلاحیت شدگان، عده کثیری از نمایندگان اصلاح طلب مجلس ششم قرار داشتند. ۱۳۹ نماینده، در اعتراض به رد صلاحیت‌ها در مجلس شورای اسلامی تحصن کردند و در نهایت، با بی‌اثر ماندن اعتراضات و برگزاری انتخابات مجلس هفتم، استعفا دادند.
در جریان این حرکت اعتراضی، ۱۳۹ نماینده در اعتراض به عملکرد شورای نگهبان، در مجلس شورای اسلامی تحصن کردند.

## تحصن
رد صلاحیت حدود ۴ هزار نامزد انتخابات مجلس هفتم در سراسر ایران؛ از جمله بیش از ۸۰ نماینده مجلس ششم، توسط شورای نگهبان آغازگر اعتراض حدود ۱۴۰ نماینده مجلس دوره ششم بود که در راهروهای قوه مقننه تحصن کردند. تحصن نمایندگان از ۲۱ دی ۱۳۸۲ شروع شد و در ۱۷ بهمن همان سال پایان یافت. شورای نگهبان، نهاد مسوول بررسی صلاحیت نامزدهای انتخاباتی، بیش از ۲۰۰۰ کاندیدای انتخابات مجلس را رد صلاحیت کرد.
گروهی از نمایندگان تحصن‌کننده نیز روز ۱۲ بهمن سال ۸۲ از سمت خود استعفا کردند. متن استعفانامه این نمایندگان توسط محسن میردامادی و علی مزروعی در صحن مجلس قرائت شد.
در بخشی از این استعفانامه که توسط محسن میردامادی قرائت شد، آمده بود: «ملت آگاه ایران! اکنون در آستانه برگزاری انتخابات مجلس هفتم با روندی بی‌سابقه و شگفت در تاریخ انقلاب مواجه هستیم که در صورت تداوم، فرجام شوم آن بلاموضوع شدن انتخابات، بی‌اثر شدن رأی ملت، تشکیل مجلسی مطاع و ثناگوی قدرت و در نتیجه انهدام جمهوریت خواهد بود.»
در بخش دیگری از این استعفانامه که توسط رجبعلی مزروعی قرائت شد، آمده بود: «همگان دریافتند که آنان قرار گذاشته‌اند میزان، رأی ملت نباشد. قرار گذاشته‌اند مجلس دیگر عصاره فضایل ملت نباشد. قرار گذاشته‌اند جمهوریت نظام را نابود و اسلامیت آن را مسخ و به اسلامی طالبانی و بیگانه با مردم تبدیل کنند. یقین دارید و داریم که این قرارها نه تنها برای ملت فردایی بهتر را رقم نخواهد زد بلکه آن را به سوی آینده‌ای تیره و مبهم رهنمون خواهد کرد.»
فاطمه حقیقت‌جو که در آن دوره نماینده مجلس ششم بود و از سمت خود استعفا کرد، دربارهٔ تأثیر تحصن و استعفانامه در فضای سیاسی آن زمان ایران به رادیو فردا می‌گوید: «اقدام نمایندگان مجلس ششم در تحصن و اعتراض به فرمایشی شدن انتخابات، اعتراض و اقدام درستی بود و فکر می‌کنم بر مردم هم تأثیر گذاشت تا به‌طور مشخص تر بدانند کشور در چه شرایط سیاسی و اجتماعی قرار دارد.»
تحصن و استعفای ده‌ها نماینده اصلاح طلب مجلس انتقاد محافظه کاران را در پی داشت؛ چنان‌که مصباح یزدی از آن به عنوان «حادثه شوم در خانه ملت» نام برد.
مهدی کروبی، رئیس مجلس ششم، بعدها در دی ماه ۸۶ در یک گفتگوی تفصیلی با روزنامه اعتماد ملی از پشت صحنه ماجراهای به وجود آمده سخن گفت. وی در این مصاحبه گفته بود: «نمایندگان متحصن در مجلس ششم فکر می‌کردند که در جامعه از این کار آن‌ها استقبال می‌شود ولی مشت گره کرده آن‌ها خالی باز شد!»
در پی تحصن نمایندگان، محمد خاتمی، رئیس‌جمهوری وقت ایران و مهدی کروبی، رئیس مجلس ششم، به رایزنی‌هایی از جمله با علی خامنه‌ای، رهبر جمهوری اسلامی، پرداختند تا بتوانند تصمیم شورای نگهبان برای رد صلاحیت نامزدهای انتخابات مجلس هفتم را لغو کنند. این رایزنیها به این نتیجه رسید که خامنه‌ای به شورای نگهبان نامه نوشت.
علی اکبر موسوی خوئینی، نماینده مجلس ششم نیز دربارهٔ رد صلاحیت‌ها در مجلس سخنرانی کرد و در قسمت‌هایی از این سخنرانی گفت: اگر زمانی محمدعلی‌شاه با حمایت لیاخوف روسی، مجلس را به توپ بست و با امید بستن به برچیدن بساط مشروطه، دوران استبداد صغیر را حاکم ساخت و اگر رضاخان با حمایت انگلیس، راه بر ورود آزادی‌خواهان و حق‌جویان در انتخابات دوره هفتم مجلس شورای ملی بست، امروز نیز شاهد کودتای پارلمانی علیه جریان تحول‌خواه ایرانیان، با ابزار رد صلاحیت و ارعاب، در انتخابات دوره هفتم مجلس شورای اسلامی هستیم تا مجلس به هر ترفند، مهره‌چینی گردد که به فرموده‌ای قیام و قعود کنند و دیگر از آن نامهٔ اعتراض و امضا نگاشته نشود.

در این‌جا ذکر چند نکته را به متولیان امر لازم می‌دانم: یک این‌که با توجه به در پیش بودن اجلاس یازدهم خبرگان رهبری، از نمایندگان محترم خبرگان که طبق قانون اساسی، پس از انتخاب رهبری، نظارت بر عملکرد ایشان، اصلی‌ترین وظیفه‌شان می‌باشد، جای این پرسش است که آیا عملکرد مقام محترم رهبری و نهادهای تحت امر ایشان، به‌خصوص در جریان انتخابات ناعادلانه، غیر رقابتی و غیر آزاد اخیر، با معیارهای صداقت، تدبیر و عدالت سازگار است؟» این سخنان موسوی خویینی باعث به هم خوردن جلسه مجلس و اعتراض بسیاری از نمایندگان طرفدار خامنه‌ای شد.
در هفدهم بهمن ۱۳۸۲، تحصن نمایندگان مجلس ششم در اعتراض به رد صلاحیت گسترده نامزدهای انتخابات مجلس هفتم، بدون دسترسی به نتایج مورد انتظار آنان به پایان رسید.
محمدرضا خاتمی سخنگوی متحصنان رسماً پایان تحصن نمایندگان مجلس را اعلام کرد و گفت: "باید وارد مرحلهٔ دوم می‌شدیم یعنی استعفای نمایندگان که وسعت آن خارج از تصور ما بود و به حدود ۱۳۰ نفر رسید.
به درخواست اولمان توفیق کامل پیدا نکردیم اما در افشای توطئه به نتیجه رسیدیم. توانستیم انتخابات روز اول اسفند را به گونه‌ای نشان دهیم که کسی نتواند به عنوان انتخابات آزاد و دموکراتیک از آن دفاع کند. تحصن توانست شاخ این توطئه را بشکند تا دیگران به دنبال این باشند که این انتخابات را در اول اسفند توجیه کنند.
توانستیم تبعات انتخابات فرمایشی را نیز از بین ببریم. حتی اگر حکومت با این انتخابات یکدست شود، تأثیری در حرکت اصلاحات نخواهد داشت و اصلاحات، خود را در مقاطع بعدی نشان خواهد داد.
نمایندگان خواسته‌ای جز انتخابات آزاد ندارند و من صریحاً موضع قبلی را تکرار می‌کنم. در این شرایط انتخابات اول اسفند را آزاد قانونی نمی‌دانیم و در آن شرکت نمی‌کنیم."

## پیامدها
در دومین دوره انتخابات شوراهای اسلامی شهر و روستا (۱۳۸۱) اصلاح طلبان نتوانستند توفیقی بدست آوردند به‌طوری‌که ۱۴ کرسی از ۱۵ کرسی شورای شهر تهران به دست اصولگرایان افتاد. از این رو کارشناسان سیاسی اعتقاد داشتند که در انتخابات مجلس هفتم نیز اطلاح طلبان شانس زیادی برای پیروزی ندارند.
اما برخی معتقدند که این تحصن منجر به پایین‌ترین درصد مشارکت مردم شد. چرا که از حدود ۴۶ میلیون تن واجد شرایط رأی دادن در انتخابات مجلس هفتم فقط ۲۳ میلیون و ۴۴۰ هزار تن در انتخابات شرکت کردند. این به معنی شرکت کمی بیش از نیمی از واجدان شرایط در انتخابات مجلس هفتم بود که پایین‌ترین میزان مشارکت در انتخابات مجالس بعد از انقلاب به‌شمار می‌آمد و میزان مشارکت در شهر تهران، کمتر از ۳۴ درصد بود.
این در حالی است که در انتخابات مجلس ششم، که به راه یافتن بیش از ۲۰۰ نماینده اصلاح طلب و شکل‌گیری فراکسیون جبهه مشارکت با بیش از ۱۲۰ عضو انجامید، بیش از ۶۶ درصد واجدان شرایط شرکت کرده بودند.
در میان ردصلاحیت شدگان، ۸۲ نماینده مجلس ششم نیز وجود داشتند که عمدتاً عضو فراکسیون اکثریت مجلس ششم، «فراکسیون مشارکت» بودند.
اما با انتشار اسامی نهایی ردصلاحیت شدگان توسط شورای نگهبان، معلوم شد که با وجود تأیید صلاحیت مجدد عده‌ای از نامزدها، اکثریت بالای ردصلاحیت شدگان اصلاح طلب کماکان از نامزد شدن در انتخابات بازمانده‌اند.
به این ترتیب، در بیست و ششمین روز بعد از شروع تحصن، گروهی از نمایندگان با بی‌اثر ماندن اعتراضات خود استعفا دادند.
این نمایندگان در روزهای بعد از استعفا در آخرین بیانیه خود با تحریم انتخابات مجلس هفتم، آن را «غیرقانونی» دانستند.
بعد از استعفای این نمایندگان، ۱۱۷۹ تن از کسانی که صلاحیت آنان به تأیید شورای نگهبان رسیده بود نیز در اعتراض به این شورا اعلام انصراف کردند.

## واکنش‌ها
با گذشت سال‌ها از تحصن نمایندگان اصلاح طلب مجلس ششم، شخصیت‌های ارشد محافظه کار جمهوری اسلامی واکنش نسبت به متحصنان را ادامه داده‌اند.
محمدرضا باهنر نایب رئیس مجلس هشتم گفت «زنده ماندن» نمایندگان متحصن مجلس ششم به خاطر «رأفت نظام» است.
خامنه‌ای در دیدار با نمایندگان مجلس هفتم (در هشتم خرداد ۱۳۸۶) تحصن نمایندگان مجلس ششم را ناشی از «غفلت» دانست.
رهبر جمهوری اسلامی ایران گفت: «شرایطی که قبل از پدید آمدن این مجلس به وسیله بعضی اشخاصی که از روی غفلت، کارهایی انجام می‌دادند به وجود آمده بود - رفتن به سمت تحریم انتخابات رفتن به سمت استعفای نمایندگان، اعتصاب در مجلس مقابله مجلس - چیزهای بد و عجیبی بود و صدای عمومی مجلس، با خیلی از مبانی و اصول نظام مغایرت داشت. کسانی هستند که با هماهنگی دولت و مجلس مخالفند. از اول هم همین‌طور شعار دادند که اینها یکدست کردند؛ با این که کسی در این یکدستی تأثیری نداشت. ملت این کار را کرده بود و اینطور انتخاب کرده بود؛ رئیس‌جمهور را آنطور، نمایندگان را هم اینطور.»
آیت‌الله خامنه‌ای در یکی از سخنرانی‌هایش نیز گفت: «در بعضی از دوره‌ها این جور بوده‌است که رادیوی مجلس را که آدم باز می‌کرد، انگار از این بلندگو دارد دعوا می‌ریزد بیرون. همین‌طور سرریز می‌شد می‌ریخت توی جامعه دعوا و تشنج و جنگ اعصاب.»
در واکنشی دیگر، سخنگوی شورای نگهبان در آستانه انتخابات مجلس هشتم اذعان کرد که دلیل ردصلاحیت شماری از داوطلبان اصلاح طلب برای نمایندگی مجلس، شرکت آنان در تحصن اعتراض‌آمیز نمایندگان مجلس ششم در چهار سال پیش بوده‌است.
عباسعلی کدخدایی، در ۲۷ بهمن ۸۶ در توضیح دلایل تأیید صلاحیت عده‌ای از ردصلاحیت شدگان اولیه انتخابات مجلس هشتم اظهار داشت علت تجدیدنظر در ردصلاحیت این دسته از داوطلبان این بوده که توانسته‌اند به اثبات برسانند که در تحصن نمایندگان مجلس ششم شرکت نداشته‌اند.

## انتخابات ریاست جمهوری دهم
جدیدترین مورد برخورد با نمایندگان متحصن مجلس ششم، پس از انتخابات ریاست جمهوری دهم بوده‌است.
در پی این انتخابات، دو حزب اصلی حامی تحصن نمایندگان مجلس ششم، جبهه مشارکت ایران اسلامی و سازمان مجاهدین انقلاب اسلامی ایران، به علت فعالیت‌هایشان در ارتباط با انتخابات ریاست جمهوری ایران (۱۳۸۸) تحت فشار قرار گرفته و بسیاری از اعضای آن‌ها دستگیر شدند.
در جریان این برخوردها، همچنین تعدادی از رهبران اصلاح طلب، که ۵ سال و نیم قبل از آن تحصن نمایندگان مجلس ششم را رهبری کرده بودند، به اتهام ارتکاب جرایم امنیتی در جریان و بعد از انتخابات ریاست جمهوری دستگیر و زندانی شدند.
محمدرضا خاتمی نایب رئیس اول، بهزاد نبوی نایب رئیس دوم و محسن میردامادی رئیس کمیسیون امنیت ملی و سیاست خارجی مجلس ششم، محسن صفایی فراهانی، علی شکوری‌راد، محسن آرمین و علی تاجرنیا از جمله این دستگیرشدگان بودند.

## اظهار نظرها
- شاید مهم‌ترین اظهارنظر در این باره مربوط به بخش‌هایی از مصاحبه مهدی کروبی، رئیس مجلس ششم، با روزنامه اعتماد ملی در دی ماه 86[۴] باشد. این مصاحبه در مورد وقایع انتخاباتی در ایران بعد از پیروزی انقلاب اسلامی بوده که طی سه شماره در تاریخ ۲۳، ۲۴ و ۲۵ دی ماه منتشر شد. از جمله جملات او در این باره که در این مصاحبه آمده‌است عبارتند از:
  - «در همان زمان با آقای خاتمی هم صحبت کردم و به او گفتم که این تحصن از فاز تعامل خارج شده‌است و به درگیری تمایل پیدا کرده‌است. خاتمی به من گفت هرچه به آن‌ها می‌گویم به حرف‌های من گوش نمی‌کنند. فهمیدم که کار از دست ما خارج شده‌است بنابراین از جمع متحصنان خارج شدم و کار خودمان را ادامه دادم»
  - «نمایندگان متحصن در مجلس ششم فکر می‌کردند که در جامعه از این کار آن‌ها استقبال می‌شود ولی مشت گره کرده آن‌ها خالی باز شد و حتی دسته‌ای از نمایندگان مجلس به آن‌ها طعنه و کنایه می‌زدند و می‌گفتند از جمعیتی که در حمایت از شما در خیابان جمع شده به سختی عبور کردیم.»
  - «برخی از دانشجویان هم می‌گفتند زمانی که حوادثی برای دانشجویان رخ داد اینها تحصن نکردند ولی حالا که خودشان ردصلاحیت شده‌اند تحصن کرده‌اند.»
  - «یک جایی آقای خاتمی گفت که اگر اینها تحصن را جمع می‌کردند، اکثریت شان تأیید صلاحیت می‌شدند مشکل اول هفت تا ۱۰ نفر بوده بعد هی تشدید شده‌است.»
  - «در یک جلسه‌ای هم مقام معظم رهبری به‌شدت از تحصن گلایه کرد، حتی به من گفتند که چرا شما کاری نکردید، من با شوخی گفتم حریف نشدم…»
  - «متأسفانه اعضاء حزب مشارکت در مجلس حرکت‌های تندی را داشتند. این گروه نمی‌خواستند غیر از خودشان فرد دیگری امور مجلس را برعهده بگیرد.»

بهزاد نبوی نماینده تهران و نایب رئیس مجلس که از این امر به عنوان کودتای پارلمانی یاد کرده بود، در این باره گفته‌است: شما با تحصن و ایستادگی خود توانستید یک کودتای پارلمانی و برنامه‌ریزی شده را که به تعبیر دوست و همکارعزیزمان آقای پورنجاتی مانند شرک بود در شب تاریک و مثل مورچه سیاه‌روی سنگ سیاه، آنچنان افشا کنید که ستاد ضداصلاحات با تمام توان ناچار شود با تمام توان به پیش بیاید و وارد میدان شود تا شاید بتواند مانع عقب‌نشینی سربازان خود شود و این ستاد را به جایی رساندید که یا خود مجبور باشد انتخابات فرمایشی را برگزار کند و ننگ آن را به جان بخرد یا دست به کودتای تمام عیارنظامی بزند که چنگ و دندان آن هم این روزها پیداست.
- مصباح یزدی هم دربارهٔ تحصن مجلس ششم گفت: «چرت زدن بعضی‌ها باعث ورود مشتی شیطان به مجلس ششم شد و با نفوذ چند نفر در مجلس و فریب عده‌ای دیگر، حادثه شومی در خانه ملت رخ داد که مایه ننگ جمهوری اسلامی شد.»
- محسن صفایی فراهانی این تحصن را حداقلی می‌داند که نمایندگان مردم می‌توانستند انجام دهند. وی سال‌ها بعد در گفتگویی عنوان کرد: «من فکر نمی‌کنم که تحصن اصلاً اقدام تندروانه‌ای باشد، تحصن ساده‌ترین روش اعتراض مدنی است. این راحت‌ترین، مسالمت‌آمیزترین و کم هزینه‌ترین نوع اعتراض است.»

وی بر این باور بود که عمل شورای نگهبان «تندروی» است نه اعتراضی که نسبت به آن می‌شود. وی مذاکرات اصل ۴۴ قانون اساسی را ملاک کار می‌داند و می‌گوید: «تدوین کنندگان قانون اساسی نگران بودند که مراکزی مثل فرمانداریها، عوامل حکومت یا سفارت خانه‌ها در انتخابات دخالت کنند به همین دلیل مسئله نظارت شورای نگهبان را مطرح کردند، نه این که نگران انتخاب مردم باشند، نگرانی نسبت به کسانی وجود داشت که انتخابات در ید قدرت آن‌ها بود، الان این موضوع بر عکس شده‌است، به هیچ وجه بحث احراز صلاحیت مطرح نبود، در واقع ما داریم یک انتخابات دو مرحله‌ای انجام می‌دهیم که به هیچ وجه این استنباط از قانون اساسی صحیح نیست.»
- محسن میردامادی نیز معتقد بود از بزرگترین اقدامات مجلس ششم نامه به رهبری و تحصن نمایندگان و استعفای دسته جمعی بوده‌است.

وی با اشاره به سخن جنتی که گفته بود: "در زمان مجلس ششم هر زمان که رادیو را روشن می‌کردیم تن ما می‌لرزید" گفت همین جمله بیانگر مهمترین شاخصه مجلس ششم بوده‌است که تن امثال احمد جنتی را می‌لرزاند. شورای نگهبان عامل تصمیماتی است که در پشت پرده گرفته شده‌است و صدا و سیما و مطبوعات جناح اصولگرا و سایر گروه‌های فشار نیز از دیگر مهره‌های اجرایی کردن این تصمیمات هستند."
- احمد بورقانی هم یکی از تحصن کنندگان بود. صفایی فراهانی دربارهٔ بورقانی می‌گوید: «او با قلم زیبایش بیانیه‌ها را ویرایش می‌کرد. وی می‌گوید: تعدادی از دوستان مسئول تنظیم بیانیه یا مطالبی برای روز بعد که نشست‌های تحصن انجام می‌شد، بودند اکثر آن‌ها مطالبشان را آماده می‌کردند و احمد باید آن‌ها را ویرایش می‌کرد. او تا ساعت ۴ نیمه شب بیدار می‌ماند و با دقت و وسواس تمام این نوشته‌ها را می‌خواند و با قلم شیوایی که داشت آن‌ها را اصلاح می‌کرد تا برای روز بعد آماد باشد. در تمام نشست‌های عمومی که برگزار می‌شد، ایشان پای ثابت بودند، هم سازماندهی می‌کرد و هم کمک می‌کرد برای برگزاری آن، جزو معدود بچه‌هایی بود از نمایندگان مجلس ششم که خیلی بی سرو صدا و بی تظاهر کار مستمر می‌کرد و در زمان تحصن هم همین کار را انجام می‌داد. بدون آنکه بخواهد نشان دهد که کاری انجام می‌دهد، بی سرو صدا و آرام وقت زیادی می‌گذاشت و با انرژی کامل کارش را انجام می‌داد.»[۱۲]
- محمدرضا خاتمی نیز مجلس ششم را بی‌نظیرترین مجلس در طول تاریخ ایران خواند و از تحصن نمایندگان در آن زمان دفاع کرد و گفت ما در مجلس ششم با جریانی روبهرو بودیم که جز قدرت هیچ چیز را نمی‌شناخت و رسیدن به قدرت را با هر ابزاری مجاز می‌شمرد. وی گفت هیچ‌کس به اندازه مجلس ششم و دولت اصلاحات به کشور خدمت نکرد.[۱۳][۱۴]
- احمد شیرزاد نماینده مجلس ششم دربارهٔ این تحصن می‌گوید: «واقعیت این است که ما را در شرایطی گذاشته بودند که از هر دری می‌خواستیم راهی باز کنیم، باز با همان مانع شورای نگهبان برخورد می‌کردیم و هنوز هم همین شرایط وجود دارد. تقریباً همه راه‌های امکان‌پذیری که می‌شد فکرش را کرد مطرح شده بود؛ تبلیغات، مصاحبه‌ها، سخنرانیها، لابیهای سیاسی و اختیارات قانونی هیچکدام جواب نداده بود و عملاً راه دیگری وجود نداشت، طبیعتاً در چنین شرایطی تنها راهی که برای نمایندگان باقی‌ماند، اعتراض قانونی و مدنی بود.»[۱۵]
- علی تاجرنیا دربارهٔ این تحصن نیز می‌گوید: «آقای کروبی، رئیس مجلس وقت در همان روزهای اول بین متحصنان آمدند و صحبتهایی هم کردند و مذاکراتی هم شد اما آنچه ما دریافت کردیم این بود که بنا بر برگزاری انتخابات رقابتی نیست. حتی نمایندگان متحصن مجلس گفتند ما حاضریم همه‌مان رد صلاحیت شویم اما آن هزار و هفتصد هشتصد نفری که رد شده‌اند بتوانند در رقابت حاضر شوند ولی چون مجموعه مذاکراتی که صورت گرفت هیچ‌کدام امیدوارکننده نبود و نتوانست فضای انتخابات را حتی به شرایط حداقلی نزدیک کند، بناچار تحصن به آن صورت ادامه یافت.»[۱۶]
- فاطمه حقیقت‌جو دربارهٔ این تحصن نیز می‌گوید: «این تحصن دراعتراض به بازداشت دانشجویان و طرح درخواست آزادی آنان بود و با اینکه بنا بود چهل و هشت ساعت به طول انجامد، با مداخله رئیس مجلس و به شرط تشکیل کمیته‌ای از سوی رئیس مجلس برای پیگیری آزادی دانشجویان، تحصن فراکسیون دانشجویی قبل از پایان چهل و هشت ساعت خاتمه پیدا کرد. به این شکل، مجلس ششم اولین تحصن خود را تجربه کرد که می‌توانست مقدمه‌ای باشد بر اینکه اگر مذاکرات برای تأیید صلاحیت نامزدهای ردصلاحیت شده به جایی نرسید، نمایندگان دست به تحصن اعتراض‌آمیز گسترده تری بزنند.»[۱۷]

## اسامی نمایندگان استعفا دهنده
اسامی گروهی از نمایندگان مجلس ایران که روز یکشنبه به‌طور دسته جمعی استعفا دادند را به شرح زیر منتشر شد.
1. آرمین، تهران
2. ابراهیم بای سلامی، خواف و رشتخوار
3. انصاریراد، نیشابور
4. محمود اخوان بازارده، لنگرود
5. افخمی، تهران
6. احمدی، الیگودرز
7. آیتی، بیرجند
8. امینی، ممسنی
9. الماسی، پارس‌آباد و بیله سوار
10. ادب، سنندج
11. شهربانو امانی انگنه، ارومیه
12. اکبرزاده، ورزقان
13. اسماعیلی مقدم، قم
14. اسلامدوست، تالش
15. اطاعت، داراب
16. بهمنش، مهاباد
17. بورقانی، تهران
18. باقری نژادیان فرد، کازرون
19. پورنجانی، تهران
20. پیران، رزن
21. تاجرنیا، مشهد
22. ترکاشوند، تویسرکان
23. تکفلی، مشهد
24. توفیقی، کاشان
25. توکلی طبا، اردستان
26. جعفری، ساوه
27. جلالی زاده، سنندج
28. جلودارزاده، تهران
29. حسینزاده، میاندوآب
30. حسینی، قروه
31. حقیقتجو، تهران
32. حیدری زادی، ایلام
33. خاتمی (محمدرضا)، تهران
34. خالقی، اصفهان
35. خلیلی اردکانی، کرج
36. خیرآبادی، سبزوار
37. دادفر، بوشهر
38. داسه، پیرانشهر
39. راکعی، تهران
40. رمضانپور، رشت
41. رمضانیانپور، شهرضا
42. روزبهی، ساری
43. زحمتکش، آستارا[۱۸]
44. سازگارنژاد، شیراز
45. سعدایی جهرمی، جهرم.
46. سلیمانی (داود)، تهران
47. سهرابی، مریوان
48. سلیمانی (بهیار)، فسا
49. سلیمانی میمندی، شهر بابک
50. سیدآقامیری، دزفول
51. سعیدی، تهران
52. شجاع پوریان، بهبهان
53. شدیدزاده، اهواز
54. شکوریراد، تهران
55. شکیبی، فردوس و طبس
56. شیرزاد، اصفهان
57. صالح جلالی، آستانه اشرفیه
58. صالحی، لردگان
59. صفایی، اسدآباد
60. صفایی فراهانی، تهران
61. طاهری نجفآبادی، نجفآباد
62. طباطبایی، آباده
63. ظفرزاده، مشهد
64. عابدی، نهبندان
65. عابدین پور، تربت حیدریه
66. عاشوری بندری، ماهشهر
67. عبایی خراسانی، مشهد
68. عبدالوند، درود و ازنا
69. عظیمی، شیراز
70. فتاح پور، ارومیه
71. بهلولی قشقایی
72. قنبری، اردل و فارسان
73. قوامی، قزوین
74. کاظمی، ملایر
75. کامبوزیا، زاهدان
76. کدیور، تهران
77. کعبی، آبادان
78. کوزه‌گر، شهریار
79. کولایی، تهران
80. کهرام، اهواز
81. کیافر، میانه
82. کیانوش راد، اهواز
83. گرزین، قائم شهر
84. گلباز، ساوجبلاغ
85. لقمانیان، همدان
86. مرادی، طرقبه و چناران
87. مزروعی، اصفهان
88. مصوری منش، اصفهان
89. موسوی، کرج
90. موسوی، تبریز
91. موسوی اجاق، کرمانشاه
92. موسوی خوئینی، تهران
93. موسوینژاد، خرمآباد
94. موسوی جهانآباد، یاسوج
95. مهرپرور، درگز
96. می‌دری، آبادان
97. میردامادی، تهران
98. میرزاکوچکی، بروجن
99. نظری، اراک
100. نعیمی پور، تهران
101. نمازی، لنجان
102. نوروززاده، اسفراین
103. وحیدی مهرجردی، میبد
104. وهابی، تهران
105. هادی زاده، محلات و دلیجان
106. یگانلی، ارومیه
107. یوسفیان، شیراز
108. علی حسینی، نهاوند
109. نبوی، تهران
110. حضرتی، تهران
111. افقهی، فریمان
112. تاج الدین، اصفهان
113. نامجو، بوکان
114. شکوری، زنجان
115. آفریده، شیروان
116. صدیقی بنابی، بناب
117. مقصود اعظمی، نقده و اشنویه
118. قهرمان بهرامی، مبارکه
119. فاطمه خاتمی، مشهد
120. ابوالفضل رضوی، نائین
121. حسن خشرو، کرمان
122. اکبر اعلمی، تبریز
123. مهرانگیز مروتی، خلخال[۱۹]